# Lichwin (Petite-Pologne)
Lichwin est une localité polonaise de la gmina de Pleśna, située dans le powiat de Tarnów en voïvodie de Petite-Pologne.